# 直到永远，指挥官
《直到永远，指挥官》（西班牙語：Hasta Siempre, Comandante），又译《永别了，指挥官》，可简称为《直到永远》（Hasta Siempre），是古巴创作歌手卡洛斯·普埃布拉于1965年创作并弹唱的西班牙语歌曲。这首歌是对革命家切·格瓦拉离开古巴时的诀别信的回应，通过歌词，作者以诗的形式忆述了古巴革命的关键时刻，表达了对身为革命指挥官的格瓦拉的爱戴与期望。格瓦拉牺牲后，这首歌成为最具代表性的怀念他的颂歌，被许多左翼艺人翻唱，版本超过200种，其中由法国演员兼歌手娜塔莉·珈冬演唱的版本比较著名。
歌名取自格瓦拉的名言“¡Hasta la victoria siempre!”（直到最后的胜利！）。

## 歌词

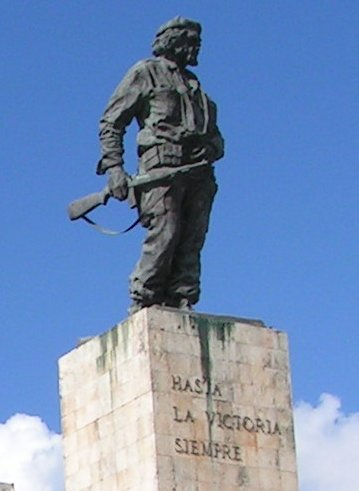
位于古巴圣克拉拉的切·格瓦拉墓及其纪念馆上的铜像

如同许多传统的古巴音乐，这首歌在五段四行连句后面都加上一段副歌，押韵构成为ABBA，每行都由八个音节组成。
| 西班牙语原歌词 Aprendimos a quererte desde la histórica altura donde el Sol de tu bravura le puso cerco a la muerte. 副歌： Aquí se queda la clara, la entrañable transparencia, de tu querida presencia, Comandante Che Guevara. Tu mano gloriosa y fuerte sobre la historia dispara cuando todo Santa Clara se despierta para verte. 【副歌】 Vienes quemando la brisa con soles de primavera para plantar la bandera con la luz de tu sonrisa. 【副歌】 Tu amor revolucionario te conduce a nueva empresa donde esperan la firmeza de tu brazo libertario. 【副歌】 Seguiremos adelante, como junto a tí seguimos, y con Fidel te decimos : «¡Hasta siempre, Comandante!» 【副歌】 | 中译文 我们学会如何爱你。 在那历史的高峰上， 你化作无畏的阳光， 将那死亡团团包围。 副歌： 你令人心爱的风采， 依然如此纯洁真挚。 你的心灵清澈见底， 指挥官，切·格瓦拉。 你的手掌光荣有力， 穿越历史划过长空。 当年整个圣克拉拉 苏醒过来只为见你。 【副歌】 天边旭日因你亮闪， 轻柔春风由它点燃。 为了大家摇旗呐喊， 你的微笑那样灿烂。 【副歌】 你那革命同志的爱， 带你迈上新的征程。 那些地方多么渴望 解放者的坚毅臂膀。 【副歌】 我们还会继续前进， 一如既往追随着你。 和菲德尔一起对你说： “听你指挥，直到永远！” 【副歌】 |  |